# Pohjoisneva
Pohjoisneva är en sumpmark i Finland. Den ligger i Parkano i landskapet Birkaland, i den sydvästra delen av landet, 250 km nordväst om huvudstaden Helsingfors.